# 午前3時の危険地帯
『午前3時の危険地帯』（ごぜん3じのきけんちたい、3am terrible zone）は、ねむようこによる日本の漫画。祥伝社『フィール・ヤング』にて、2009年10月号から、2011年10月号まで連載された。ねむようこによる連載作品『午前3時の無法地帯』の続編で、主要登場人物、パチンコ専門のデザイン事務所など舞台設定も受け継がれている。

## 物語
小倉たまこは、望まない形でデザイン事務所『P-DESIGN(株)』に入社する。初日から上司に大きな歓迎をされていない現実を目の当たりにし、自身もさほどやる気を持っていなかったために、翌日辞職を告げようとするが、社員旅行でハワイへ行くことを知り、少なくともそれまでは続けていくと決意する。しかし、研修期間を終えて正社員になったたまこはハワイ旅行がナシになったと発表され、早速働く目標を失ってしまう。その矢先、たまこはチラシの発行でのミスを指摘される。ミス自体の責任は別の人間にあったが、誰にも気づいてもらえずにたまこは責任を負う。しかし上司の堂本だけはたまこの責任ではないと察し、たまこは彼に同情と助言を授けられ、密かに憧れを抱くようになる。

## 登場人物

### P-DESIGN
小倉 たまこ
本作の主人公。天然パーマで、眼鏡をかけた地味な風貌の女性。化粧もほとんどしていない。
父親が勝手に履歴書を送ったため、デザイン事務所『P-DESIGN』に望まぬ形で入社する。すぐにでも辞めてしまおうと考えていたが、上司堂本への憧れや、パチンコ店『ベガス』での経験から、次第に仕事と自分を繋ぎ止めるようになる。堂本に恋人がいると知ってからも、それを受け入れてなお慕っている。恋愛で失敗をすると仕事へ逃げるタイプ。
堂本
『P-DESIGN』に務める男性。ヘビースモーカー。新人のたまこを何かと気遣い、度々助言を施している。元同僚の真野と交際している。
七瀬 ももこ
前作『午前3時の無法地帯』の主人公。『P-DESIGN』のデザイナー。新人のたまこを気遣って先輩らしい言動をする。しかし自身もまだ未熟なので時に裏目に出る。たまことは反対に、恋愛で失敗すると仕事ができなくなる。
輪嶋
営業担当社員。日頃から不機嫌で、高圧的な口調。反面心配性でもあり、部下の号泣や生理痛にはどう対応していいかわからずパニックを起こす。
瀧
デザイナー。夜になるとズボンを脱ぎ、ストレスを発散する。女性社員が増えるまではパンツも脱いでいた。
真野
『P-DESIGN』の元経理担当。現在は税理士事務所に務める。堂本と交際している。

### ベガス
宮下 和
『ベガス』でアルバイトとして働く青年。1985年8月4日生まれ。物語以前は肥満体型だったが、現在は痩身で、異性同性からもイケメンと評価される。しかし内心では肥満体型だった過去がコンプレックスとなっている。かつて同僚のアキホに恋い焦がれていたが、彼女が当時の恋人から彼に乗り換えてしまったために、自らアキホを拒絶する。『P-DESIGN』から研修に来たたまこと成り行きから距離を縮め、何が起こってもなびかない彼女に惹かれてゆく。
アキホ
『ベガス』で女性。以前はパチンコ雑誌でキャンペーンガールをしていた。非常に整った風貌で、『P-DESIGN』の社員間でも話題となり、『ベガス』の男性客からも人気を得ている。宮下と親しく、性行為にまで及んでいるが交際は拒まれている。宮下と距離を縮めるたまこに嫉妬し、敵意を露わにする。

## 書誌情報
- ねむようこ 『午前3時の危険地帯』 祥伝社〈FEELCOMICS〉、全4巻
  1. 2010年5月8日発売、ISBN 978-4-396-76492-0
  2. 2010年12月8日発売、ISBN 978-4-396-76510-1
  3. 2011年6月8日発売、ISBN 978-4-396-76523-1
  4. 2011年12月8日発売、ISBN 978-4-396-76535-4